# 今泉かおり
今泉 かおり（いまいずみ かおり、1981年 - ）は、日本の映画監督、脚本家、看護師。大分県出身。夫は同じく映画監督の今泉力哉。3児の母。ENBUゼミナール映画監督コース卒業。

## 略歴
地元の看護大学卒業後、大阪で看護師として務めていたが、映画監督という夢を追い求め、2007年に上京し、ENBUゼミナールで映画製作を学ぶ。
卒業制作の短編『ゆめの楽園、嘘のくに』が2008年度の京都国際学生映画祭で準グランプリとなる。
『聴こえてる、ふりをしただけ』は、2012年ベルリン国際映画祭「ジェネレーションKプラス」部門で、準グランプリにあたる"子ども審査員特別賞"を受賞。

## フィルモグラフィー

### 短編映画
- ゆめの楽園、嘘のくに（2008年）

### 長編映画
- 聴こえてる、ふりをしただけ（2012年）‐　監督・脚本・編集

### WEB配信ドラマ
- 1122 いいふうふ（2024年、Amazon Prime）‐　脚本のみ